# Boarmia indistincta
Boarmia indistincta är en fjärilsart som beskrevs av Moore 1887. Boarmia indistincta ingår i släktet Boarmia och familjen mätare. Inga underarter finns listade i Catalogue of Life.